# 科學的故事：權力、證據與激情
《科學的故事：權力、證據與激情》（英語：The Story of Science: Power, Proof and Passion）是英國廣播公司於2010年製播的一套關於科學歷史的知識普及節目，節目由迈克尔·J·莫斯利主持，共六集。

## 劇目
| 集數 | 標題/英文標題      | 播映日期      |
| ---- | ------------------ | ------------- |
| 1    | 宇宙是什麼         | 2010年4月27日 |
| 2    | 世界由什麼構成     | 2010年5月4日  |
| 3    | 生物起源           | 2010年5月11日 |
| 4    | 人類有無窮的力量嗎 | 2010年5月18日 |
| 5    | 生命秘密           | 2010年5月25日 |
| 6    | 我們是誰           | 2010年6月1日  |

## 另見
- 化學史 (紀錄片)（英语：Chemistry: A Volatile History）
- 地球故事（英语：Earth Story）
- 電的故事（英语：Shock and Awe: The Story of Electricity）
- 數學的故事（英语：The Story of Maths）

## 外部連結
- 英國廣播公司資訊 （页面存档备份，存于）
- 互联网电影数据库（IMDb）上《The Story of Science》的资料（英文）
- 豆瓣上科學的故事：權力、證據與激情 （页面存档备份，存于）的資料